# Jozef Feyaerts
Jozef Karel Feyaerts (Haacht, 29 augustus 1902 - 24 december 1976) was een Belgisch volksvertegenwoordiger en burgemeester.

## Levensloop
Feyaerts was een zoon van August Feyaerts (1880-1932). Hij volgde zijn vader in verschillende functies op in de gemeente Haacht:
- gemeenteraadslid van 1933 tot 1970,
- schepen van 1939 tot 1942, van 1953 tot 1960 en van 1964 tot 1970,
- burgemeester van 1961 tot 1964.

Hij was, ook in opvolging van zijn vader, lokaalhouder van het volkshuis Ons Huis in Haacht en van 1945 tot 1949 was hij bediende bij de socialistische mutualiteiten. Hij werd ook voorzitter van de Federatie van Socialistische Mutualiteiten in het arrondissement Leuven.
In 1949 werd hij verkozen tot BSP-volksvertegenwoordiger voor het arrondissement Leuven, een mandaat dat hij vervulde tot in 1965.